# پاشاکلا (هزارپی جنوبی)
پاشاکلا یک روستا در ایران است که در دهستان هرازپی جنوبی در شهرستان آمل واقع شده‌است. پاشاکلا ۲۲۹ نفر جمعیت دارد.